# Eddie Fisher
Eddie Fisher, pseudonimo di Edwin Jack Fisher (Filadelfia, 10 agosto 1928 – Berkeley, 22 settembre 2010), è stato un cantante e attore statunitense.

## Biografia

### Primi anni
Fisher, quarto di sette figli, nacque a Filadelfia in Pennsylvania, figlio degli ebrei russi Kate Winokur e Joseph Fisher. Il cognome originale di suo padre era Tisch o Fisch, ma venne poi anglicizzato in Fisher prima di entrare negli Stati Uniti. Nell'ambito della sua famiglia, Fisher venne sempre chiamato "Sonny Boy", un soprannome derivato dalla canzone omonima cantata da Al Jolson nel film The Singing Fool (1928).
Fisher studiò alla Thomas Junior High School, alla South Philadelphia High School ed alla Simon Gratz High School. Già in giovane età vennero scoperte le sue qualità canore ed iniziò a cantare in diversi festival amatoriali dove spesso si aggiudicò il primo premio. Fece il suo debutto alla radio alla WFIL, una radio locale di Filadelfia. Partecipò alla trasmissione radiofonica Arthur Godfrey's Talent Scouts, una popolare trasmissione per giovani artisti da proporre poi in televisione. Divenuto una celebrità locale, Fisher lasciò le scuole superiori per seguire la carriera artistica.

### Carriera
Dal 1946, Fisher divenne il cantante del gruppo musicale di Buddy Morrow e Charlie Ventura. Venne ascoltato nel 1949 da Eddie Cantor al Grossinger's Resort nella Borscht Belt ed invitato a cantare alla radio di Cantor che gli diede improvvisa e diffusa notorietà a livello nazionale. A seguito della fama acquisita firmò un contratto con la RCA Victor.
Venne chiamato a prestare servizio nell'U.S. Army nel 1951 e inviato in Texas per l'addestramento, per poi essere inviato in Corea. Dal 1952 al 1953, fu il solista vocale della United States Army Band e tenore nel coro della stessa banda, ed assegnato a Fort Myer a Washington. Le sue foto in uniforme, realizzate durante il servizio militare, non furono di nocumento alla sua carriera artistica. Dopo il congedo, divenne ancora più popolare di prima cantando nei più famosi night club. Si esibì anche negli show televisivi , Coke Time with Eddie Fisher (NBC) (1953–1957), Perry Como show, The Gisele MacKenzie Show, Chesterfield Supper Club e George GobelShow, e diede inizio ad una nuova serie, The Eddie Fisher Show (NBC) (1957–1959).
Cantante dell'epoca pre-Rock and roll, la sua voce di tenore melodico lo fece divenire l'idolo degli adolescenti americani ed uno dei più popolari cantanti della prima metà degli anni cinquanta. Egli riuscì ad avere diciassette canzoni nella hit parade delle prime 20 canzoni e trentacinque fra le prime quaranta nel periodo fra il 1950 ed il 1956.
Nel 1956, Fisher divenne co-protagonista, assieme alla moglie Debbie Reynolds, nel musical Bundle of Joy. Nel 1960 interpretò un ruolo drammatico nel film Venere in visone assieme alla sua seconda moglie Elizabeth Taylor. Il suo migliore amico fu il produttore cinematografico Mike Todd, che morì in un incidente aereo nel 1958. La storia sentimentale di Fisher e il seguente matrimonio con la Taylor, vedova di Todd, causò un notevole scandalo nel mondo dello spettacolo statunitense per il divorzio, che ebbe grande risonanza mediatica, con la Reynolds.
Nel 1960, ruppe il contratto con la RCA Victor ed incise per breve tempo per la sua etichetta privata Ramrod Records e passò poi alla Dot Records. Durante questo periodo realizzò la prima registrazione commerciale di Sunrise, Sunset da Fiddler on the Roof. Questa tecnicamente finì con l'essere considerata come la più alta espressione della vocalità di Fisher anche se raramente il suo nome venne associato a questa canzone. Registrò anche l'album Eddie Fisher Today che dimostrò le sue qualità artistiche molto di più di quanto non fosse emerso dalle sue precedenti incisioni. Il contratto con l'etichetta Dot non ebbe gran successo ed egli fece ritorno alla RCA Victor ed ebbe un piccolo successo nel 1966 con la canzone "Games That Lovers Play" con Nelson Riddle, che divenne poi il titolo del suo più famoso album in termini di vendite. Nel corso degli anni Fisher era divenuto il cantante più popolare degli Stati Uniti, negli anni cinquanta, più per i singoli che per gli album. Il suo ultimo album per la RCA fu un tributo ad Al Jolson, You Ain't Heard Nothin' Yet. Il suo ultimo album in assoluto fu registrato intorno al 1984 su etichetta Bainbridge. Fisher tentò di bloccare la pubblicazione dell'album, ma esso venne pubblicato con il titolo di After All. L'album fu prodotto da William J. O'Malley e arrangiato da Angelo DiPippo.
Fisher cantò nelle più famose sale da concerto degli Stati Uniti e particolarmente nei casinò di Las Vegas. Cantò anche al Palace Theatre di New York ed al Palladium di Londra. Fisher possiede due stelle nella Hollywood Walk of Fame, una per le incisioni, al 6241 Hollywood Boulevard, ed una per la TV, al 1724 Vine Street.

### Vita privata
Fisher ebbe cinque mogli: 
- l'attrice Debbie Reynolds (1955-1959), dalla quale ebbe due figli, Carrie (1956-2016) e Todd (1958)
- l'attrice Elizabeth Taylor (1959-1964)
- l'attrice Connie Stevens (1967-1969), dalla quale ebbe due figlie: Joely (1967) e Tricia Leigh Fisher (1968).
- Terry Richard (1975-1976)
- Betty Lin (sposata nel 1993), morta nel 2001.

Nel 1981 Fisher scrisse un'autobiografia, Eddie: My Life, My Loves seguita nel 1999 da Been There, Done That. Il secondo libro dedica un piccolo spazio alla carriera di cantante, ma riutilizza il materiale del primo libro, aggiungendo altri aneddoti di carattere sessuale che erano troppo osé per essere pubblicati nel primo libro.
In una intervista, Debbie Reynolds disse di comprendere di essere stata lasciata "per la donna più bella del mondo" (l'attrice Elizabeth Taylor), nonché sua migliore amica. La Taylor e la Reynolds ripresero poi la loro amicizia e sbeffeggiarono Fisher nel film TV These Old Broads, dove i personaggi da loro interpretati misero in ridicolo l'ex-marito che avevano condiviso, chiamato "Freddie".
Fisher morì nel 2010 all'età di 82 anni, per le complicazioni a seguito di un intervento chirurgico all'anca.

## Discografia

### Canzoni famose
- Thinking of You (1950) (remake di una canzone degli anni 1920)
- Turn Back the Hands of Time
- Watermelon Weather (duetto con Perry Como)
- Any Time (1951)
- Tell Me Why (1951)
- I'm Yours (1952)
- Lady of Spain (1952)
- Maybe (1952) (duetto con Perry Como)
- Wish You Were Here (US no. 1) (1952)
- A Man Chases a Girl (Until She Catches Him) con Debbie Reynolds
- I'm Walking Behind You con Hugo Winterhalter (US no. 1 Billboard Hot 100 per 2 settimane; UK no. 1 Official Singles Chart) (1953) (con Sally Sweetland)
- Outside of Heaven (UK no. 1) 1953
- Many Times (1953)
- Oh My Pa-Pa o O mein Papa con Hugo Winterhalter (no. 1 US Billboard Hot 100 per 8 settimane) (1953)
- A Girl, a Girl (Zoom-Ba Di Alli Nella) (1954)
- Anema e core (1954)
- Count Your Blessings (1954) (canzone di Irvin Berlin)
- Dungaree Doll (nel 1973, Jerry Lee Lewis la registrò in una famosa 'London Sessions')
- I Need You Now (US no. 1 per 3 settimane) (1954) (successivamente registrata da Jerry Lee Lewis come demo per 'Louisiana Hayride')
- Heart (1955)
- Cindy, Oh Cindy (1956)
- Tonight (1961)
- Sunrise, Sunset (1965)
- Games That Lovers Play (US no. 45 , #2 easy listening) (1966)

### Album
- Eddie Fisher Sings (10-inch album) (RCA Victor 1952)
- I'm In The Mood For Love (RCA Victor 1952/55)
- Christmas With Eddie Fisher (10-inch album) (RCA Victor 1952)
- Irving Berlin Favorites (10-inch album) (RCA Victor 1954)
- May I Sing To You? (RCA Victor 1954/55)
- I Love You (RCA Victor 1955)
- Academy Award Winners (RCA Victor 1955)
- Bundle Of Joy (colonna sonora) (RCA Victor 1956)
- As Long As There's Music (RCA Victor 1958)
- Scent Of Mystery (colonna sonora) (Ramrod 1960)
- Eddie Fisher At The Winter Garden (Ramrod 1963)
- Eddie Fisher Today! (Dot 1965)
- When I Was Young (Dot 1965) (riedizione del successo RCA Victor)
- Games That Lovers Play (RCA 1966)
- People Like You (RCA 1967)
- You Ain't Heard Nothing Yet (RCA 1968)
- After All (Bainbridge Records 1984)

### Compilation
- Thinking Of You (RCA-Victor 1957)
- Eddie Fisher's Greatest Hits (RCA Victor 1962)
- The Very Best Of Eddie Fisher (MCA 1988)

## Filmografia parziale

### Cinema
- Un turbine di gioia (Bundle of Joy), regia di Norman Taurog (1956)
- Venere in visone (Butterfield 8), regia di Daniel Mann (1960)
- Niente dura per sempre (Nothing Lasts Forever), regia di Tom Schiller (1984)

### Televisione
- The Eddie Cantor Comedy Theater – serie TV, episodi 1x04 (1955)

## Doppiatori italiani
- Massimo Turci in Un turbine di gioia
- Cesare Barbetti in Venere in visone